# Supernatural (Santana)
Supernatural è il diciottesimo album in studio del gruppo musicale messicano Santana, pubblicato il 15 giugno 1999 dalla Arista Records.
L'album contiene due grandi successi della band, ossia i brani Smooth e Maria Maria: quest'ultimo in particolare si rivelò il singolo di maggiore successo in assoluto per tutta la carriera dei Santana.
L'album ha segnato la rinascita commerciale del chitarrista Carlos Santana, vendendo più di 30 milioni di copie nel mondo. È stato certificato quindici volte disco di platino solo negli Stati Uniti, e ha vinto otto Grammy Awards, incluso quello come Album dell'anno.
L'album annovera diversi ospiti come Rob Thomas, The Product G&B, Everlast, Eric Clapton, Eagle-Eye Cherry, Lauryn Hill, Dave Matthews, Maná e Cee Lo Green.

## Antefatti
I due album precedenti della band Santana, prodotti entrambi dalla Polydor Records, intitolati Milagro (1992) e Sacred Fire: Live in South America (1993), non riuscirono a raggiungere importanti posizioni nelle classifiche mondiali, né a fruttare a Carlos Santana un buon numero di vendite.
Alla fine dell'anno 1996, Santana allora decise di incontrare a New York il fondatore della Polydor Chris Blackwell, per dirgli che ciò che l'etichetta aveva prodotto per il suo gruppo era "un album di per sé capolavoro", ma anche che sentiva che quella di Blackwell non era l'etichetta giusta per i suoi piani, visti gli insuccessi passati.
Dopo aver lasciato la Polydor, Santana, insieme al manager della band Greg DiGiovine e all'avvocato John Branca, iniziò ad andare alla ricerca di qualche etichetta discografica che avesse intenzione di produrlo: ne contattò diverse, che però faticarono a trovare uno stile adatto al genere di Santana e inoltre, come avrebbe dichiarato poi Carlos stesso, alcune reputarono il chitarrista "troppo vecchio" e non lo accettarono.
Perciò, dopo un decennio di scarsi riscontri commerciali, Santana si rivolse a Clive Davis, direttore della Arista Records: egli consigliò a Santana e alla sua band di registrare un album con artisti perlopiù giovani, che al tempo attraevano maggiormente il pubblico. Santana acconsentì ed espresse il desiderio di produrre canzoni più adatte alle radio con melodie forti e testi che piacessero a un pubblico vasto, anche per convincere Davis che "non era bloccato negli anni '60, ma che era capace di adattarsi ai tempi".

## Descrizione
Clive Davis voleva che Supernatural superasse le vendite dell'album più venduto della band, Abraxas (uscito nel 1970), che aveva venduto oltre 4 milioni di copie negli Stati Uniti, e perciò desiderò che parte del disco contenesse ancora il "vecchio Santana", nello stile della loro prima hit Oye como va (datata 1971), mentre un'altra parte che fosse una fusione di influenze più contemporanee, senza che Carlos Santana dovesse abbandonare il suo tipico stile rock latino.
Musicalmente parlando, infatti, l'album Supernatural rappresenta un incontro tra il rock latino tipicamente eseguito da Carlos Santana, con generi più moderni per gli anni '90, quali il rap (presente ad esempio in Maria Maria, eseguita dai Product G&B) e l'R&B (stile tipico della cantante Lauryn Hill, voce di Do You Like the Way), e alcuni invece più vintage, come il blues rock (genere proprio di Eric Clapton, cantante di The Calling).
Santana sostenne che Supernatural non avrebbe mai dovuto essere "pieno di star" all'inizio, "ma le canzoni dettavano davvero cantanti e musicisti diversi". Inizialmente l'album avrebbe dovuto intitolarsi "Mumbo Jumbo", titolo che venne però cambiato poco prima dell'uscita del disco.

## Accoglienza

### Critica
La celebre rivista musicale Rolling Stone notò l'ampio numero di artisti presenti nell'album, aggiungendo che "non tutto in Supernatural è così attraente", e criticando in particolare la traccia Do You Like the Way, con Lauryn Hill e Cee Lo Green, definendola "un po' forzata". Nonostante le critiche espresse, tuttavia, Rolling Stone assegnò ben 4,5 stelle su 5 all'album.
Anche il noto critico musicale Stephen Thomas Erlewine, scrivendo per AllMusic, notò che all'interno dell'album "non sembra esserci una traccia che non abbia un featuring, il che genera il problema principale dell'album, ossia che esso non presenta mai un filo conduttore che renda meno slegato il disco". Tuttavia Erlewine ha concluso scrivendo che "le tracce di punta di Supernatural sono alcuni dei migliori brani in assoluto di Carlos Santana, aspetto che gli permette un grande ritorno di successo".

## Successo commerciale
Il disco divenne in breve tempo il maggior successo commerciale mai riscosso da Carlos Santana, raggiungendo il primo posto in classifica in oltre dieci paesi. Addirittura, benché all'inizio l'Arista Records avesse pianificato per il disco un debutto di 125 000 copie vendute, questo traguardo venne inaspettatamente e ampiamente superato fino a toccare le 210 000 copie vendute e nella prima settimana di giugno 1999 superò le 350 000 copie.
In tutto il mondo Supernatural arrivò a vendere oltre 30 milioni di copie, tanto che Billboard, nella sua lista dei 200 album più venduti del decennio 2000, ha poi posizionato l'album di Santana al 9º posto.
Per quanto riguarda le classifiche mondiali, Supernatural debuttò alla 19ª posizione della classifica Billboard 200 il 3 luglio 1999, per poi raggiungerne il primo posto il 30 ottobre 1999, rimanendovi per ben dodici settimane consecutive.
Il successo dell'album fu garantito dal primo singolo Smooth, eseguito in collaborazione con il cantante Rob Thomas dei Matchbox Twenty, che ha mantenuto il primo posto nella Billboard Hot 100 per dodici settimane. Anche il secondo singolo, Maria Maria, con la collaborazione dei The Product G&B, restò in vetta alla stessa classifica per dieci settimane, diventando inoltre una hit in tutto il mondo.

## Riconoscimenti
Ai Grammy Awards 2000 Carlos Santana si rivelò l'artista vincitore del maggior numero di premi dell'intera edizione.
Assieme a Rob Thomas, vinse tre Grammy Awards per la collaborazione in Smooth, mentre con Everlast ne ottenne un altro per il brano Put Your Lights On. Santana ricevette inoltre il Grammy Award per la migliore interpretazione vocale di un gruppo voce per Maria Maria.

## Record
Secondo quanto riportato dall'edizione del Guinness dei primati nel 2005, Supernatural è il primo album del gruppo ad aver raggiunto il primo posto in classifica dai tempi di Santana III nel 1971, decretando il più lungo lasso di tempo tra due numeri uno dello stesso artista, 28 anni in totale.; inoltre fino all'anno 2000 Supernatural è il disco più venduto da un artista ispanico.

## Tracce
1. (Da Le) Yaleo – 5:53 (Carlos Santana, Shakara Mutela, Christian Polloni)
2. Love of My Life (feat. Dave Matthews & Carter Beauford della Dave Matthews Band) – 5:47 (Carlos Santana, Dave Matthews)
3. Put Your Lights On (feat. Everlast) – 4:45 (Erik Schrody)
4. Africa Bamba – 4:42 (Carlos Santana, Touré Kunda, Karl Perazzo)
5. Smooth (feat. Rob Thomas) – 4:58 (Itaal Shur, Rob Thomas)
6. Do You Like the Way (feat. Lauryn Hill & Cee-Lo) – 5:54 (Lauryn Noelle Hill)
7. Maria Maria (feat. The Product G&B) – 4:22 (Carlos Santana, Karl Perazzo, Raul Rekow, Wyclef Jean, Jerry "Wonder" Duplessis)
8. Migra – 5:28 (Carlos Santana, Rachid Taha, Tony Lindsay)
9. Corazón espinado (feat. Maná) – 4:36 (Fernando Fher Olvera)
10. Wishing It Was (feat. Eagle-Eye Cherry) – 4:52 (Eagle-Eye Cherry, Michael Simpson, John King, Money Mark, KC Porter)
11. El Farol (feat. KC Porter) – 4:51 (Carlos Santana, KC Porter)
12. Primavera – 6:18 (KC Porter, J.B. Eckl, Cheín García Alonso)
13. The Calling (feat. Eric Clapton) – 8:00 (Carlos Santana, Chester Thompson, Freddie Stone, Linda Graham)
14. Day of Celebration (traccia fantasma) – 4:27

## Formazione
(Da Le) Yaleo
- Carlos Santana – chitarra, vocals
- Chester D. Thompson – keyboards
- Benny Rietveld – basso
- Billy Johnson – batteria
- Karl Perazzo – percussioni, vocals
- Raul Rekow – congas
- Tony Lindsay – vocals
- Jose Abel Figueroa – trombone
- Mic Gillette – trombone, tromba
- Marvin McFadden  – tromba

Love of My Life
Questo brano è molto simile alla sinfonia No. 3 in F Major Op 90 Movement #3 di Brahms
- Carlos Santana – chitarra
- Dave Matthews – voce principale
- George Whitty – keyboards
- Benny Rietveld – basso
- Carter Beauford – batteria
- Karl Perazzo – congas e percussioni

"Put Your Lights On"
- Carlos Santana – chitarra solista, congas e percussioni
- Everlast – chitarra ritmica e voce principale
- Chester D. Thompson – keyboards
- Dante Ross, John Gamble – programming
- Benny Rietveld – basso

Africa Bamba
- Carlos Santana – chitarra, voce principale, cori
- Chester D. Thompson – keyboards
- Benny Rietveld – basso
- Horacio Hernández – batteria
- Raul Rekow – congas
- Karl Perazzo – vamp out vocals, cori, percussioni
- Tony Lindsay – cori

Smooth
- Carlos Santana – chitarra solista
- Rob Thomas – voce principale
- Chester D. Thompson – keyboards
- Benny Rietveld – basso
- Rodney Holmes – batteria
- Karl Perazzo – percussioni
- Raul Rekow – congas
- Jeff Cressman – trombone
- Jose Abel Figueroa – trombone
- Julius Melendez – tromba
- William Ortiz – tromba

Do You Like The Way
- Carlos Santana – chitarra solista
- Lauryn Hill – voce principale e cori
- Cee-Lo Green – voce principale
- Francis Dunnery, Al Anderson – chitarra ritmica
- Loris Holland – keyboards
- Kobie Brown, Che Pope – programming
- Tom Barney – basso
- Lenesha Randolph – cori
- Danny Wolinski – sassofono e flauto
- Steve Touré – trombone
- Earl Gardner – tromba e flicorno
- Joseph Daley – tuba

Maria Maria
- Carlos Santana – chitarra, cori
- The Product G&B – voce principale
- Joseph Herbert – violoncello
- Daniel Seidenberg – viola
- Hari Balakrisnan – viola
- Jeremy Cohen – violino

Migra
- Carlos Santana – chitarra e sleigh bells
- Chester D. Thompson – keyboards
- K.C. Porter – programming and accordion
- Benny Rietveld – basso
- Rodney Holmes – batteria
- Karl Perazzo – percussioni
- Raul Rekow – congas
- Tony Lindsay  – cori
- Karl Perazzo – cori
- KC Porter - cori
- Ramon Flores – trombone
- Mic Gillette – trombone, tromba
- Jose Abel Figueroa – tromba
- Marvin McFadden – tromba

Corazón espinado
- Carlos Santana – chitarra solista
- Fher Olvera – voce principale
- Sergio Vallín – chitarra ritmica
- Alberto Salas – keyboards
- Chester D. Thompson – keyboards
- Juan Calleros – basso
- Alex González – batteria
- Karl Perazzo – timbales e percussioni
- Raul Rekow – congas
- Gonzalo Chomat – cori
- Alex González – cori
- Jose Quintana – direttore cori

Wishing It Was
- Carlos Santana – chitarra solista e chitarra ritmica
- Eagle-Eye Cherry – voce principale
- Chad & Earl – cori
- Chester D. Thompson – keyboards
- Benny Rietveld – basso
- Rodney Holmes – batteria
- Karl Perazzo – timbales e percussioni
- Raul Rekow – congas e percussioni
- Humberto Hernandez – percussioni aggiuntive

El Farol
- Carlos Santana – chitarra solista
- Raul Pacheco – chitarra ritmica e percussioni
- K.C. Porter – keyboards e programming
- Chester D. Thompson – keyboards e programming
- Benny Rietveld – basso
- Gregg Bissonette – batteria
- Karl Perazzo – timbales
- Raul Rekow – congas

Primavera
- Carlos Santana – chitarra solista, cori
- J. B. Eckl – chitarra ritmica
- K.C. Porter – voce principale, keyboards, programming, cori
- Chester D. Thompson – keyboards
- Mike Porcaro – basso
- Jimmy Keegan – drums
- Karl Perazzo – timbales e percussioni, cori
- Luis Conte – congas e percussioni
- Fher – cori
- Tony Lindsay – cori
- Chein Garcia Alonso – traduzione spagnola

The Calling
- Eric Clapton – chitarra solista e ritmica
- Carlos Santana – chitarra solista e ritmica, percussioni
- Chester D. Thompson – keyboards
- Mike Mani – programming
- Tony Lindsay – cori
- Jeanie Tracy – cori
- Andre for Screaming Lizard – pro tools editing

## Classifiche

### Classifiche settimanali
| Classifica (1999-21) | Posizione massima |
| -------------------- | ----------------- |
| Australia            | 1                 |
| Austria              | 1                 |
| Belgio (Fiandre)     | 2                 |
| Belgio (Vallonia)    | 2                 |
| Canada               | 5                 |
| Danimarca            | 4                 |
| Finlandia            | 2                 |
| Francia              | 1                 |
| Germania             | 1                 |
| Giappone             | 11                |
| Irlanda              | 2                 |
| Italia               | 1                 |
| Norvegia             | 1                 |
| Nuova Zelanda        | 1                 |
| Paesi Bassi          | 1                 |
| Portogallo           | 37                |
| Regno Unito          | 1                 |
| Spagna               | 1                 |
| Stati Uniti          | 1                 |
| Svezia               | 1                 |
| Svizzera             | 1                 |
| Ungheria             | 1                 |

### Classifiche di fine anno
| Classifica (1999) | Posizione |
| ----------------- | --------- |
| Australia         | 26        |
| Germania          | 56        |
| Classifica (2000) | Posizione |
| Australia         | 19        |
| Austria           | 2         |
| Belgio (Fiandre)  | 11        |
| Belgio (Vallonia) | 4         |
| Francia           | 2         |
| Germania          | 1         |
| Nuova Zelanda     | 4         |
| Paesi Bassi       | 4         |
| Regno Unito       | 18        |
| Stati Uniti       | 2         |
| Svezia            | 10        |
| Svizzera          | 1         |
| Classifica (2001) | Posizione |
| Francia           | 97        |